# Anthodioctes affinis
Anthodioctes affinis är en biart som beskrevs av Urban 2003. Anthodioctes affinis ingår i släktet Anthodioctes och familjen buksamlarbin. Inga underarter finns listade i Catalogue of Life.